# Pantaló capri

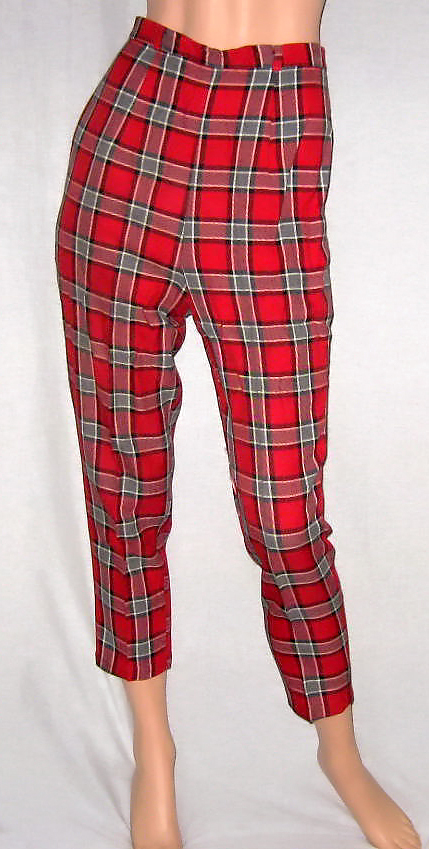
Pantalons capri de tipus clàssic; ací, en tartà

El pantaló capri, o, simplement, el capri, és un pantaló llarg i bastant ajustat, de cintura més alta que la natural, i rematat més amunt dels turmells, que queden a la vista. Tradicionalment és d'ús femení; en la versió original mancava de butxaques i de bragueta. Per tal que parin bé els pantalons capri cal tenir figura esvelta: subratllen l'amplada excessiva de malucs, la curtedat de cames i el sobrepès.
Els pantalons capri foren creats per la dissenyadora alemanya Sonja de Lennart el 1948, com a part d'una col·lecció anomenada Capri, per l'illa italiana on acostumava d'estiuejar la família d'aquesta estilista. El model fou copiat de seguida per altres modistes, entre els quals Emilio Pucci, qui a partir de 1949 els comercialitzà amb el mateix nom de capris i, per això, en fou considerat l'inventor durant força temps.
Els pantalons capri foren indispensables com a article de moda durant els anys cinquanta, sobretot entre les noies, en part perquè molts adults els rebutjaven com a escandalosos; de fet, han restat entre les icones representatives de l'època. Llur popularitat fou multiplicada, encara, en lluir-los a la pantalla actrius tan famoses com Audrey Hepburn, Grace Kelly, Doris Day, Jane Russell, Marilyn Monroe, Kim Novak, Sophia Loren i Anita Ekberg. Populars, encara, durant els anys seixanta, en arribar la dels setanta passaren de moda. A partir de la dècada del 2000 han conegut un cert retorn, ara amb voluntat d'ésser peça unisex.
Els capris no s'han de confondre amb altres models de pantaló de tipus calçó, és a dir, rematats bastant més amunt dels turmells, com ara els pirates i els pescadors, que són tipus sorgits molt posteriorment, força diferents de disseny, i d'ús unisex des del principi.

## Nota
1. ↑  Tancaven amb obertura lateral al maluc dret, a la manera tradicional dels pantalons femenins.
2. ↑  Fem-ho constar, sobretot per a les generacions joves; resultaven escandalosos per tres raons principals: a) eren pantalons per a dona, i per a ús massiu; b) eren arrapats i, per tant, marcaven explícitament la forma del cos; i c) deixaven "massa" carn a la vista.